# Meliphagoidea
Meliphagoidea är en superfamilj inom ordningen tättingar, som omfattar en stor mångfald av medelstora osciner och förekommer över australiska, södra orientaliska och oceaniska regionen. Kontinenten Australien har den största koncentrationen av släkten och arter.

## Systematik
Denna grupp föreslogs utifrån fenetiska DNA-DNA-hybridiserings-studier av Charles Sibley et al.. En uppdaterad definition av gruppen utifrån kladistiska analyser gjordes i början av 2000 av ornitologer vid American Museum of Natural History.

### Familjer
- Maluridae: blåsmygar, emusmygar och grässmygar
- Dasyornithidae: borstsmygar - tidigare i Acanthizidae
- Acanthizidae: taggnäbbar, busksmygar och sångsmygar
- Meliphagidae: honungsfåglar

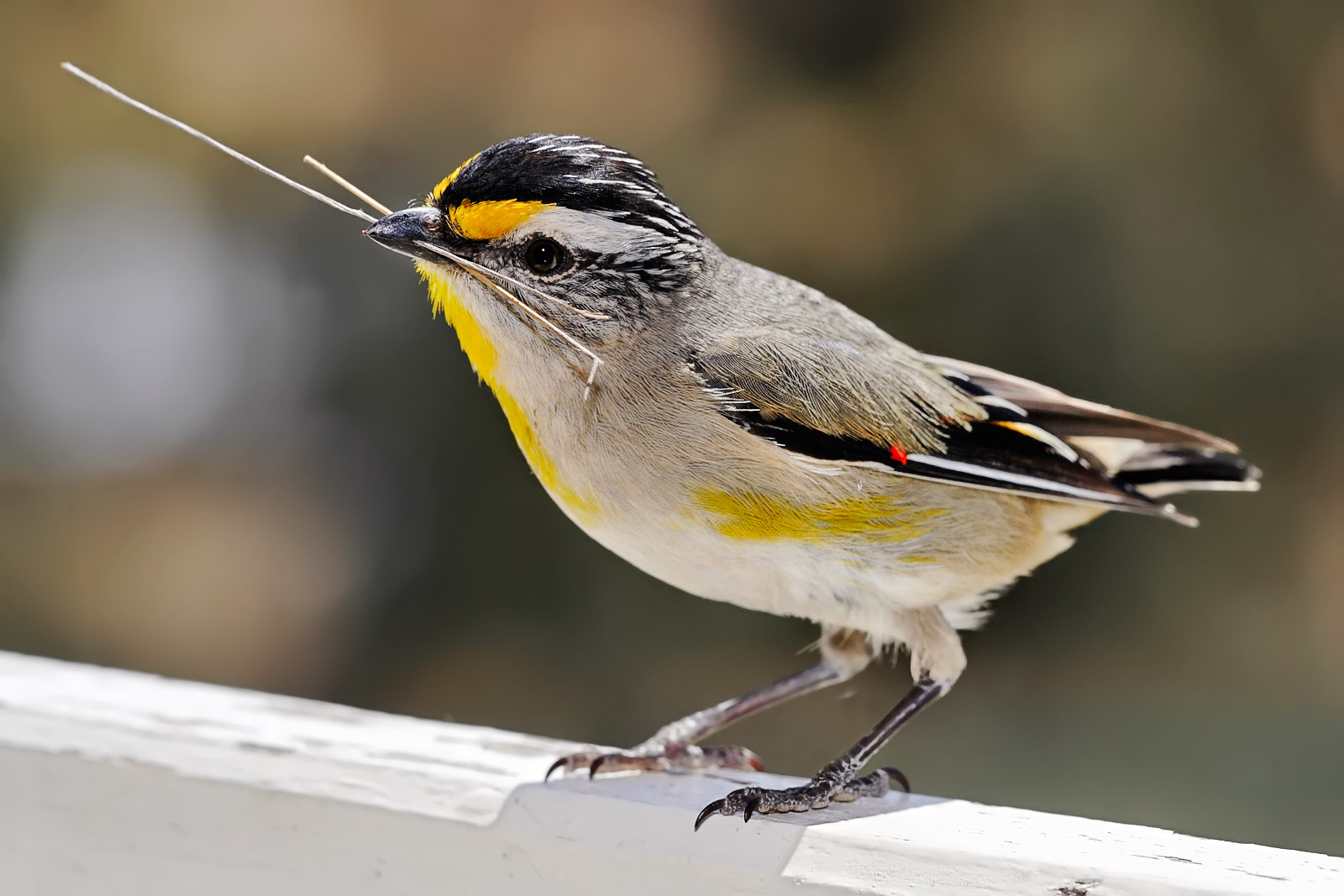
Östliga strimpardalot (Pardalotus striatus ornatus).
Pardaloternas molekylära och morfologiska plesiomorfi har länge förvirrat forskare kring deras taxonomiska hemvist.

Den kontroversiella Sibley-Ahlquists taxonomin omdefinierade familjerna Acanthizidae och Dasyornithidae som underfamiljer inom den större familjen Pardalotidae (pardaloterna). Senare studier har istället indikerat att pardaloterna är mer närbesläktade med Meliphagidae (honungsfåglarna) och skulle kunna kategoriseras som en underfamilj inom denna grupp. Även Acanthizidae har traditionellt behandlats som en annorlunda gren bland honungsfåglarna, och skulle kunna kategoriseras som en underfamilj inom Meliphagidae; dock verkar de utgöra en mycket ursprunglig del av Meliphagoidea och om pardaloterna separeras till en egen familj så bör kanske även sylnäbbar separeras från honungsfåglarna. Men då detta skulle skapa två mycket små monotypiska familjer som endast omfattar sex arter så finns det många auktoriteter som anser att det är et mindre bra alternativ.
Sibley Ahlquist placerade även Petroicidae inom Meliphagoidea men detta förekommer inte längre då nyare studier indikerar att de utgör en distinkt utvecklingslinje, dock med oklar taxonomisk placering.